# Пасош Доминике
Пасош Доминике је јавна путна исправа која се држављанину Доминике издаје за путовање и боравак у иностранству, као и за повратак у земљу. За време боравка у иностранству, путна исправа служи њеном имаоцу за доказивање идентитета и као доказ о држављанству. 

## Језици
Пасош је исписан енглеским језиком као и личне информације носиоца.